# Paludes
Paludes est un ouvrage publié en 1895 par André Gide. C'est une satire enjouée du Paris littéraire. Gide qualifie cette œuvre de sotie. L'histoire suit la rédaction par le narrateur d'un livre, Paludes, dont le personnage principal se nomme Tityre, en référence au Tityrus des Bucoliques de Virgile, décrit comme isolé et solitaire, réfugié dans une tour, le tout contrastant avec la vie publique du narrateur ici rapportée en contrepoint.
D'une facture inédite, ce livre est considéré par la critique littéraire contemporaine comme étant l'un des premiers récits modernes français. Dans le faux titre de l’original de Paludes, cette « sotie » portait l’intitulé de « Traité de la contingence ». De fait, on peut considérer que Gide y institue la contingence en véritable principe de composition romanesque. L’ouvrage fraye ainsi la voie au roman contemporain.

## Écriture et publication
Paludes (traité de la contingence) est la quatrième œuvre d'André Gide — mais aussi la dernière — publiée à la Librairie de l'art indépendant dirigée par Edmond Bailly, après Les Poésies d'André Walter (œuvre posthume) et Le Traité du Narcisse, théorie du symbole en 1891, puis Le Voyage d'Urien en 1893.
André Gide commença à l'écrire en Afrique du Nord, puis se rendit à la Brévine en Suisse, pour raisons de santé, travaillant en même temps à son roman Les Nourritures terrestres. Il eut une aventure brève, mais romantique, avec un batelier sur le lac de Côme, dont il parle en termes couverts dans une lettre adressée à sa mère. Il s'imposait un emploi du temps quotidien rigide : cinq heures de piano, deux heures de promenades en montagne, deux heures de bains et de gymnastique, puis écriture, lecture et sommeil. Le ton ironique de Paludes camouflait le désespoir de Gide à l'époque.
L'édition originale a été tirée à 400 exemplaires numérotés. 
Le roman est dédié à Eugène Rouart, un ami et homme politique.

## Réception critique
D'une forme inhabituelle, ce livre est l'un des premiers récits modernes français, de l'avis entre autres d'Henri Ghéon, Roland Barthes ou de Nathalie Sarraute :
- « Paludes doit être considéré comme une œuvre à part, elle n'a rien d'analogue dans notre littérature [...] Ce livre est rempli de choses que l'on découvre neuves à chaque lecture, et d'autres que l'on découvrira demain. »

– Henri Ghéon, Bulletin de l'Association des amis d'André Gide, 28 octobre 1975, p. 26
- « On ne parle plus assez de Gide [...] Il y a au moins un grand livre, et un grand livre moderne de Gide : Paludes qui, sans aucun doute, devrait être réévalué par la modernité. »

– Roland Barthes, Le Plaisir du texte, p. 30
- « L’œuvre de Gide qui est un vrai nouveau roman, c'est Paludes, il est d'ordre intellectuel, construit sur rien, les sensations en sont extrêmement vives ; j'ai beaucoup admiré ce roman, je n'y pensais pas cependant quand j'écrivais. La forme de Gide est d'une élégance extrême ; chez moi, ces tropismes sont décrits dans un langage vulgaire, parlé. »

– Nathalie Sarraute, entretien avec Grant Keiser, Roman 20-50, n°4, décembre 1987, p. 22
Quant à Mallarmé, il écrit :
- « Je ne fais pas allusion d'abord à votre goutte aigrelette et précieuse d'ironie qui tient cent pages, elle est d'essence unique ; mais autrement, l'affabulation spirituelle approche la merveille et vous avez trouvé, dans le suspens et l'à-côté, une forme qui devait se présenter et qu'on ne reprendra pas »

– Mallarmé, « Lettre du 21 juillet 1895 », Correspondance, t. 7, Gallimard, 1982, p. 241